# First Division 1928/1929
Třicátý sedmý ročník First Division (1. anglické fotbalové ligy) se konal od 25. srpna 1928 do 4. května 1929.
Hrálo se opět s 22 kluby. Sezonu vyhrál po pětadvaceti letech a potřetí v klubové historii Sheffield Wednesday, který získal o jeden bod více než druhý Leicester City. Nejlepším střelcem se stal hráč Sunderlandu Dave Halliday který vstřelil 43 branek.